# Fidget spinner
En fidget spinner er en type stressafhjælpende legetøj. Grundlæggende består en fidget spinner af et leje i midten af genstanden med to eller flere arme, der kan være fremstillet af forskellige typer metal eller plastik. Legetøjet er blevet markedsført som at det hjælper folk, der har svært ved at fokusere eller fidgeting (som personer med ADHD, autisme eller angst) ved at fungere som en mekanisme hvor nervøs energi eller stress kan frigives. Eksperter er delte i dette udsagn, idet nogle støtter teorien, mens andre argumenterer for, at legetøjet kan være mere distraherende.
Selvom de blev opfundet i 1990'erne blev fidget spinners først for alvor et populært legetøj i 2017. De bliver ofte markedsført som at de giver sundhedsmæssige fordele, og det begyndte at blive meget udbredt i skoler, hvilket resulterede i, at nogle skoler har forbudt dem, idet lærerne mener, at de er distraherende i undervisninger. Andre skoler tillader dem, da de mener, at det kan hjælpe børnene med at koncentrere sig.

## Design
Fidget spinners bliver ofte designet med målet om at mindske stress. Grundlæggende består de af to eller tre arme med et leje i midten, der sidder i underskiven. Når fidget spinneren bruges, holder man den i den midterste skive og lader armene dreje rundt. Genstanden kan fremstilles af en lang række materialer som forskellige typer materialer inklusive messing, rustfrit stål, titanium, kobber eller plastik. Lejet i midten er normalt keramisk, i metal (rustfrit stål eller krom) eller hybriddesign. Desuden kan nogle lejer være anderledes for at ændre den tid, hvormed legetøjet kan dreje, ændre vibrationer eller lyden.

## Popularitet
Den 23. december 2016 udgav James Plafke fra Forbes en artikel, der beskrevet fidget spinners, som "must-have kontorlegetøj i 2017." I slutningen af marts begyndte brugere på sociale medier som YouTube og Reddit at uploade videoer, hvor de anmeldte eller udførte tricks med fidget spinners. The Boston Globe rapporterede at fidget-legetøj generelt blev mainstream idet den lignende Fidget Cube også blev mere populær. Flere sælgere på Etsy begyndte at fremstille og sælge specielle fidget spinnere i særlige designs.
Fidget spinnerens popularitet begyndte for alvor i april 2017, da Google-søgning efter "fidget spinner" eksploderede i denne måned ifølge Money.  Den 4. maj var variationer af spinneren på alle pladser på Amazons top 20 for bedst sælgende legetøj. Mange skrev at fidget spinneren var en dille eller modefænomen, og mange sammenlignende den med water bottle flipping i 2016. Den 27. april 2017 skrev New York Post at "såkaldte fidget spinners, lavteknologiske, billige stressafhjælpende legetøj, er en kæmpe dille der skyller henover landet og butikkerne kan ikke følge med efterspørgslen." I maj 2017 var efterspørgslen på fidget spinners så stor, at flere fabrikker i Kina, der normalt fremstillede mobiltelefoner og tilbehør til disse, i stedet begyndte at fremstillet fidget spinners.
Den 16. maj 2017 udgav Ketchapp en fidget spinner app. Den blev downloadet 7 millioner gange i de første to uger efter udgivelsen.